# FK Liepāja
FK Liepāja is een Letse voetbalclub uit Liepāja, een stad aan de westkust. De thuiswedstrijden worden gespeeld in het Daugavastadion. De traditionele kleur is rood. 

## Geschiedenis
De club werd in 2014 opgericht als opvolger van het ter ziele gegane SK Liepājas Metalurgs en kon ook de plaats van deze club overnemen in de hoogste klasse. In het eerste seizoen werd de club meteen vierde. In 2015 werd de club kampioen. Na nog een vierde en een tweede plaats eindigde de club de volgende jaren in de middenmoot. 

## Erelijst
- Kampioen van Letland

2015
- Beker van Letland

2017, 2020

## Eindklasseringen
| 4 |

| 1 |

| 4 |

| 2 |

| 4 |

| 6 |

| 5 |

| 3 |

| 4 |

| 5 |

| 6 |

| Virslīga | 1. līga |

## In Europa
FK Liepāja speelt sinds 2016 in diverse Europese competities. Hieronder staan de competities en in welke seizoenen de club deelnam:
- Champions League (1x)

2016/17
- Europa League (3x)

2017/18, 2018/19, 2019/20
- Europa Conference League (3x)

2021/22, 2022/23, 2024/25